# Ahwa
Ahwa (Gujarati આહવા Āhvā) ist eine Stadt im indischen Bundesstaat Gujarat.
Die Stadt ist der Hauptort des Distrikt Dang. Der gesamte Distrikt, der von den Stammesvölkern bewohnt wird, ist ein hügeliges Gebiet, das mit dichtem Wald bedeckt ist. Ahwa hat den Status einer Census Town. Die Stadt ist in ein Ward gegliedert.

## Demografie
Die Einwohnerzahl der Stadt liegt laut der Volkszählung von 2011 bei 15.004. Ahwa hat ein Geschlechterverhältnis von 954 Frauen pro 1000 Männer und damit einen für Indien üblichen Männerüberschuss. Die Alphabetisierungsrate lag bei 90,4 % im Jahr 2011. Knapp 83 % der Bevölkerung sind Hindus, ca. 9 % sind Christen ca. 8 % sind Muslime und weniger als 1 % gehören einer anderen oder keiner Religion an. 11,5 % der Bevölkerung sind Kinder unter 6 Jahren. Über 64 % gehören den Scheduled Tribes an.